# Sindicato dos Professores do Ensino Oficial do Estado de São Paulo
O Sindicato dos Professores do Ensino Oficial do Estado de São Paulo (APEOESP) é um sindicato brasileiro, com sede em São Paulo (SP) e seções sindicais nos locais de trabalho, que representa professores de ensino básico, técnico e tecnológico na rede pública do Estado de São Paulo.
Foi fundado em 13 de janeiro de 1945 na cidade de São Carlos (SP), como Associação dos Professores do Ensino Secundário e Normal do Estado de São Paulo (APESNOESP), em seguida mudou o nome para Associação dos Professores do Ensino Oficial do Estado de São Paulo (APEOESP), até que viesse a assumir a natureza de sindicato, quando manteve a sigla APEOESP como identificação.
Atualmente, em razão das mais de uma centena de associados, a APEOESP seria uma das maiores entidades sindicais da América Latina e é considerado um dos principais sindicatos de professores do Brasil.

## Estrutura e representatividade
O APEOESP se consolidou pela organização de base nos locais de trabalho a partir da mobilização do corpo docente das escolas públicas do estado de São Paulo a partir dos anos de 1960 e 1970. É um sindicato estadual com seções sindicais nos locais de trabalho sendo uma entidade autônoma em relação a partidos políticos.
Sua estrutura é formada pela diretoria plena colegiada, pela diretoria executiva, além de reunirem 945 Conselheiros Estaduais Efetivos mais os 35 Diretores da Diretoria Executiva ("natos").
O APEOESP conta com 180 mil associados sindicalizados de instituições de educação básica, técnica e tecnológica da rede pública do estado de São Paulo, além de estar representada em 94 regiões do estado de São Paulo onde mantém subsedes – 10 na Capital, 17 na Grande São Paulo e 67 no interior do estado.

## Relação de presidentes
- 1945-?: Vicente Checchia[10]
- 1951?-?: Mário Marques de Oliveira[11]
- 1956?-?: Rosalvo Florentino de Souza[12]
- 1958?-?: Deusdá Magalhães Mota[13]
- 1961?-1969: Raul Schwinden (mandato cassado pela perda dos direitos políticos em consequência do AI-5, de 1968)[14]
- 1970-1978: Rubens Bernardo[15]
- 1979-1980: Eiko Shiraiwa Campos Reis[16]
- 1981-1986: Gumercindo Milhomem Neto[17]
- 1987-1993: João Antônio Felício[17]
- 1994-2002: Roberto Felício[17]
- 2008-: Maria Izabel Azevedo Noronha (Professora Bebel)[8]

## Atividades sindicais

### Primeiras greves na década de 1960
Fundada nos anos 1940, a APEOESP adotaria nos seus primeiros anos de existência uma atitude de negociação sindical sem entrar em confronto com as autoridades instituídas. Assim, essas reuniões se davam diretamente entre as cúpulas da entidade de classe com as autoridades do Poder Executivo e do Poder Legislativo. Porém, na década de 1960, precisamente em 1963 e 1968, ocorreram as primeiras greves reivindicando "mudança na jornada de trabalho, o fim das contratações temporárias e aumento salarial".

### Participação no Fórum Nacional da Educação na Constituinte
Durante a década de 1980, a APEOESP fomentou várias manifestações e greves pelo estado de São Paulo, além de ter participado do Forum Nacional da Educação na Constituinte, coletivo que reunia a Central Única dos Trabalhadores (CUT), a Confederação Geral dos Trabalhadores (CGT), a Ordem dos Advogados do Brasil (OAB), o Sindicato Nacional dos Docentes das Instituições de Ensino Superior (ANDES-SN), a União Nacional dos Estudantes (UNE), entre outras, tendo lançado a Campanha Nacional em Defesa da Escola Pública e Gratuita que propunha a destinação de verbas públicas exclusivamente para as escolas públicas, ensino público gratuito e laico, a instituição de creches e pré-escolas, entre outras ações para o fortalecimento da educação.

### Mobilização contra a reforma do ensino médio de 2017
Em 22 de setembro de 2016, o governo do presidente Michel Temer apresentou uma proposta de mudança da base curricular do ensino brasileiro por meio da Medida Provisória nº 746/2016. Esta modificação da estrutura do currículo escolar brasileiro que ficou conhecida como reforma do ensino médio, resultou na aprovação da Base Nacional Comum Curricular (BNCC). A APEOESP participou de manifestações contra essa reforma educacional argumentando que a contratação de professores por notório saber, como era prevista originalmente na MP 746/2016, prejudicaria gravemente a educação brasileira, entre outras medidas que afetariam a juventude como um todo.

### Mobilização contra o retorno das aulas presenciais durante a pandemia da COVID-19
Em fevereiro de 2021, a APEOESP ajuizou ações contra o retorno das aulas presenciais, tendo a justiça estadual de São Paulo proibido a convocação de professores para atividades presenciais em escolas públicas e privadas que estejam nas fases laranja e vermelha do Plano SP, medida que pretendia conter a propagação da COVID-19.